# Raffi Torres
Raphael „Raffi“ Torres (* 8. Oktober 1981 in Toronto, Ontario) ist ein ehemaliger kanadischer Eishockeyspieler, der während seiner aktiven Karriere zwischen 1998 und 2016 unter anderem 703 Spiele für die New York Islanders, Edmonton Oilers, Columbus Blue Jackets, Buffalo Sabres, Vancouver Canucks, Phoenix Coyotes und San Jose Sharks in der National Hockey League auf der Position des linken Flügelstürmers bestritten hat.

## Karriere
Raffi Torres begann seine Karriere als Eishockeyspieler bei den Brampton Battalion, für die er von 1998 bis 2001 in der Ontario Hockey League aktiv war. In dieser Zeit wurde er im NHL Entry Draft 2000 in der ersten Runde als insgesamt fünfter Spieler von den New York Islanders ausgewählt, für die er von 2001 bis 2003 in der National Hockey League spielte. Überwiegend kam er den beiden Spielzeiten jedoch für deren Farmteam, die Bridgeport Sound Tigers aus der American Hockey League (AHL), zu Einsätzen. Anschließend wurde der Angreifer an die Edmonton Oilers abgegeben, für die er die folgenden fünf Jahre in der NHL spielte, und mit denen er in der Saison 2005/06 das Finale um den Stanley Cup erreichte, in dem er mit seiner Mannschaft den Carolina Hurricanes unterlag. Am 1. Juli 2008 wurde Torres im Tausch für Gilbert Brulé zu den Columbus Blue Jackets transferiert, für die er in der Saison 2008/09 in 51 Spielen der regulären Saison 20 Scorerpunkte, darunter acht Tore, erzielte. Zudem gab er zwei Torvorlagen in vier Partien während der ersten Playoff-Teilnahme der Columbus Blue Jackets überhaupt.
Im März 2010 wurde er im Tausch gegen Nathan Paetsch an die Buffalo Sabres abgegeben. Im August 2010 unterzeichnete Torres als Free Agent einen auf ein Jahr befristeten Vertrag bei den Vancouver Canucks. Am 1. Juli 2011 einigte er sich auf einen langfristigen Kontrakt mit den Phoenix Coyotes.
Am 21. April 2012 wurde Torres für einen irregulären Check gegen den Kopf von Chicagos Marián Hossa für die Dauer von 25 NHL-Spielen gesperrt, gleichbedeutend mit der fünftlängsten Sperre der Ligahistorie. Zur Trade Deadline am 3. April 2013 wurde er an die San Jose Sharks abgegeben. Dort verblieb der Stürmer auch die Saison 2013/14, ehe er im folgenden Jahr wegen einer Verletzung der Kreuzbänder komplett ausfiel.
Nach einem erneuten Check gegen den Kopf von Jakob Silfverberg in einem Vorbereitungsspiel gegen die Anaheim Ducks im Oktober 2015 wurde Torres für 41 Spiele – die Hälfte der Saison – gesperrt. Damit handelte es sich um die längste von der NHL ausgesprochene Sperre; zudem musste Torres eine Strafzahlung von 440.000 US-Dollar leisten. Somit kehrte Torres erst im Januar 2016 in den Kader der Sharks zurück und wurde vorerst an die San Jose Barracuda, das Farmteam der Sharks aus der AHL, abgegeben. Wenig später wurde er ebenso wie je ein Zweitrunden-Wahlrecht für die Entry Drafts 2017 und 2018 an die Toronto Maple Leafs abgegeben, die im Gegenzug Nick Spaling und Roman Polák nach San Jose schickten. Im gleichen Atemzug verliehen ihn die Maple Leafs bis zum Ende der Saison 2015/16 an die San Jose Barracuda. Aufgrund von anhaltenden Problemen mit dem operierten Knie absolvierte Torres aber keine Spiele mehr im Anschluss an das Transfergeschäft. Im November 2016 gab er schließlich das offizielle Ende seiner aktiven Karriere bekannt.

### International
Für Kanada nahm Torres an der U20-Junioren-Weltmeisterschaft 2001 teil, bei der er mit seiner Mannschaft die Bronzemedaille gewann.

## Erfolge und Auszeichnungen
- 1999 OHL All-Rookie Team
- 2000 CHL Top Prospects Game
- 2000 OHL Second All-Star Team
- 2001 OHL Second All-Star Team
- 2004 Teilnahme am NHL YoungStars Game

### International
- 2001 Bronzemedaille bei der U20-Junioren-Weltmeisterschaft

## Karrierestatistik

### International
Vertrat Kanada bei:
- U20-Junioren-Weltmeisterschaft 2001

(Legende zur Spielerstatistik: Sp oder GP = absolvierte Spiele; T oder G = erzielte Tore; V oder A = erzielte Assists; Pkt oder Pts = erzielte Scorerpunkte; SM oder PIM = erhaltene Strafminuten; +/− = Plus/Minus-Bilanz; PP = erzielte Überzahltore; SH = erzielte Unterzahltore; GW = erzielte Siegtore; 1 Play-downs/Relegation; Kursiv: Statistik nicht vollständig)